# Harvie Andre
Hon. Harvie Andre, PC (* 27. Juli 1940 in Edmonton, Alberta; † 21. Oktober 2012) war ein kanadischer Chemieingenieur, Hochschullehrer und Politiker der Progressiv-konservativen Partei Kanadas, der unter anderem zwischen 1972 und 1993 fast 21 Jahre lang Mitglied des Unterhauses war, im 24. Kabinett Kanadas zwischen 1984 und 1993 verschiedene Ministerämter bekleidete und zudem von 1990 bis 1993 Vorsitzender der Fraktion der Regierungspartei im Unterhaus war.

## Leben

### Hochschullehrer, Abgeordnete des Unterhauses und Oppositionspolitiker
Harvie Andre begann nach dem Schulbesuch ein Studium der Fachrichtung Chemieingenieurwesen an der University of Alberta, welches er 1962 beendete. Ein darauf folgendes postgraduales Studium dieser Fachrichtung absolvierte er zeitweise am California Institute of Technology (CalTech) und erwarb 1996 einen Doctor of Philosophy (Ph.D.) an der University of Alberta. 1966 nahm er den Ruf auf eine Professur für Chemieingenieurwesen an der University of Calgary, an der er bis 1972 lehrte.
Bei der Unterhauswahl am 30. Oktober 1972 wurde Andre für die Progressiv-konservative Partei als Nachfolger seines Parteifreundes Douglas Harkness im Wahlkreis Calgary Centre mit 22.669 Wählerstimmen erstmals zum Mitglied des Unterhauses gewählt und vertrat diesen Wahlkreis nach seinen Wiederwahlen bei den Unterhauswahlen am 8. Juli 1974 mit 23.810 Stimmen, am 22. Mai 1979 mit 22.124 Wählerstimmen, am 18. Februar 1980 mit 18.610 Stimmen, am 4. September 1984 mit 24.924 Wählerstimmen sowie am 21. November 1988 mit 28.794 Stimmen bis zur 25. Oktober 1993, bei der er nicht erneut kandidierte. Der Wahlkreis wurde daraufhin von Jim Silye von der Reformpartei Kanadas mit 22.600 Stimmen gewonnen.
Zu Beginn seiner Parlamentszugehörigkeit war er in der 29. Legislaturperiode (1972 bis 1974) Mitglied der Ständigen Ausschüsse für nationale Ressourcen und öffentliche Ressourcen und für Schätzungen sowie zeitweise auch Mitglied der Ständigen Ausschüsse für Privilegien und Wahlen, für Finanzen, Handel und Wirtschaft sowie für Rundfunk, Filme und Unterstützung der Kunst. Er war ferner zwischen dem 24. Oktober 1973 und dem 9. September 1974 stellvertretender Sprecher der oppositionellen Fraktion der Progressiv-konservativen Partei für Wissenschaft und Technologie. In der 30. Legislaturperiode (1974 bis 1979) war er durchgehend wieder Mitglied des Ständigen Ausschusses für nationale Ressourcen und öffentliche Ressourcen sowie zeitweise erneut Mitglied der Ständigen Ausschüsse für Schätzungen, für Privilegien und Wahlen sowie für öffentliche Haushalte. Daneben fungierte er zwischen dem 20. Dezember 1974 und März 1976 zunächst als Sprecher seiner Fraktion für Verbraucher- und Unternehmensangelegenheiten und für Jugend sowie von 1977 bis Oktober 1979 Fraktionssprecher für das Schatzamt.
Auch in der 31. Legislaturperiode (1979 bis 1980) war er wieder Mitglied der Ständigen Ausschüsse für nationale Ressourcen und öffentliche Ressourcen sowie für Schätzungen. In der darauf folgenden 32. Legislaturperiode (1980 bis 1984) war er durchgängig Mitglied der Ständigen Ausschüsse für Prozeduren und Organisation sowie für Auswärtiges und nationale Verteidigung. Des Weiteren war er in der ersten Sitzungsperiode noch Mitglied der Ständigen Ausschüsse für Privilegien und Wahlen, für nationale Ressourcen und öffentliche Ressourcen, für private Gesetzentwürfe und Geschäftsordnungen und für Energiegesetzgebung sowie des Gemeinsamen Ausschusses des Parlaments für die Reform des Senats. Zugleich fungierte er anfangs von September 1980 bis Dezember 1981 Fraktionssprecher für Industrie, Handel, Gewerbe und wirtschaftliche Entwicklung, vom 9. September 1981 bis 1983 Fraktionssprecher für Umwelt und Energie, zwischen November und Dezember 1983 kurzzeitig Sprecher seiner Fraktion für den Kronrat sowie zuletzt von 1983 bis 1984 Sprecher seiner oppositionellen Fraktion für nationale Verteidigung.

### Bundesminister im 24. Kabinett und Fraktionsvorsitzender im Unterhaus
Nach dem Wahlsieg der Progressiv-konservativen Partei Kanadas bei der Unterhauswahl am 4. September 1984 übernahm Harvie Andre im 24. Kabinett von Premierminister Brian Mulroney zwischen dem 17. September 1984 und seiner Ablösung durch Stewart McInnes den Posten als Minister für Versorgung und Dienstleistungen. Er war zudem vom 17. September 1984 bis zum 12. September 1985 stellvertretendes Mitglied des Kabinettsausschusses für das Schatzamt, zwischen dem 17. September 1984 und dem 3. Juli 1986 Mitglied der Kabinettsausschüsse für nationale Verteidigung und zugleich für Regierungsoperationen. Zugleich übernahm er am 20. August 1985 das vakante Amt als Beigeordneter Minister für nationale Verteidigung und hatte dieses bis zum 29. Juni 1986 inne, woraufhin Paul Dick ihn ablöste. Weiterhin fungierte er zwischen dem 13. September 1985 und dem 3. Juli 1986 als Mitglied der Kabinettsausschüsse für Sicherheit und Nachrichtendienste und für Außen- und Verteidigungspolitik sowie vom 3. Dezember 1985 bis zum 3. Juli 1986 auch noch Vize-Vorsitzender des Kabinettsausschusses für Kommunikation. 
Im Rahmen einer Regierungsumbildung löste Andre am 30. Juni 1986 Michel Côté als Minister für Konsumenten- und Unternehmensangelegenheiten ab und bekleidete dieses Amt bis zu seiner Ablösung durch Bernard Valcourt am 29. Januar 1989. Zugleich war er zwischen dem 4. Juli und dem 14. September 1986 Vize-Vorsitzender des Kabinettsausschusses für Regierungsoperationen, vom 4. Juli 1986 bis zum 29. Januar 1989 zugleich Mitglied der Kabinettsausschüsse für wirtschaftliche und regionale Entwicklung und für Kommunikation. Des Weiteren gehörte er vom 4. Juli 1986 bis zum 19. April 1988 dem Unterausschuss für Handelsverhandlungen des Kabinettsausschusses für Prioritäten und Planung sowie zwischen dem 15. September 1986 und dem 29. Januar 1989 dem Kabinettsausschuss für Privatisierung, Regulierungsangelegenheiten und Operationen als Mitglied an. Weiterhin war er vom 20. April 1988 bis zum 29. Januar 1989 Mitglied des Kabinettsausschusses für das Schatzamt sowie zwischen dem 22. April 1988 und dem 19. März 1990 auch noch des Kabinettsausschusses für Handelsverwaltung.
Bei einer neuerlichen Umbildung des 24. Kabinetts übernahm Harvie Andre am 30. Januar 1989 von Robert de Cotret den Posten als Minister für regionale industrielle Expansion und hatte diesen bis zur Auflösung dieses Ministeriums am 22. Februar 1990 inne. Zugleich fungierte er in Personalunion zwischen dem 30. Januar 1989 und dem 22. Februar 1990 auch als Staatsminister für Wissenschaft und Technologie sowie vom 30. Januar 1989 bis zum 19. März 1990 als Mitglied der Kabinettsausschüsse für Gesetzgebung und Hausplanung und für Wirtschaftspolitik. Des Weiteren war er noch vom 30. Januar 1989 bis zum 20. April 1991 Mitglied des Kabinettsausschusses für Ausgabenüberprüfung sowie zwischen dem 30. Januar 1989 und dem 3. Januar 1993 auch Vize-Vorsitzender des Kabinettsausschusses für das Schatzamt. Nach dem Rücktritt von Bernard Valcourt fungierte er zwischen dem 5. Juli 1989 und seiner Ablösung durch Pierre Blais am 22. Februar 1990 auch als kommissarischer Minister für Konsumenten- und Unternehmensangelegenheiten.
Im Zuge einer neuerlichen Umbildung des 24. Kabinetts wurde Andre am 20. März 1990 Nachfolger von Douglas „Doug“ Lewis Vorsitzender der Fraktion der Regierungspartei im Unterhaus und bekleidete diese Funktion im Range eines Staatsministers für die Beziehungen zum Unterhaus bei Premierminister Brian Mulroney bis zum Ende der Amtszeit des 24. Kabinetts am 24. Juni 1993. Er war daneben zwischen dem 20. März 1990 und dem 3. Januar 1993 Vorsitzender des Kabinettsausschusses für Gesetzgebung und Hausplanung sowie vom 20. März 1990 bis zum 20. April 1991 erst Mitglied und daraufhin zwischen dem 21. April 1991 und dem 24. Juni 1993 Vorsitzender des Kabinettsausschusses für Operationen. Darüber hinaus war er zwischen dem 20. März 1990 und dem 24. Juni 1993 Mitglied des Kabinettsausschusses für Prioritäten und Planung sowie ferner vom 20. März 1990 bis zum 20. April 1991 Mitglied des Sonderausschusses des Kronrates für Privatisierung und Regulierungsangelegenheiten.
Nach seinem Ausscheiden aus der Politik engagierte sich Andre in der Wirtschaft, insbesondere im Energiesektor. Er war seit 1998 als Präsident der Cresvard Corporation sowie seit 2001 als Geschäftsführer von Wenzel Downhole Tools mit Sitz in Calgary und Vorsitzender von BowEnergy Resources.